# Úrvalsdeild 1966
Thống kê của Úrvalsdeild mùa giải 1966.

## Tổng quan
Có 6 đội tham gia, và Valur giành chức vô địch. Jón Jóhannsson của Keflavík là vua phá lưới với 10 bàn thắng.

## Bảng xếp hạng
| Vị thứ | Câu lạc bộ | St | T | H | B | BT | BB | HS  | Đ  |
| 1      | Valur      | 10 | 6 | 2 | 2 | 20 | 12 | +8  | 14 |
| 2      | Keflavík   | 10 | 6 | 2 | 2 | 23 | 12 | +11 | 14 |
| 3      | ÍBA        | 10 | 4 | 4 | 2 | 20 | 17 | +3  | 12 |
| 4      | KR         | 10 | 4 | 2 | 4 | 19 | 13 | +6  | 10 |
| 5      | ÍA         | 10 | 2 | 3 | 5 | 13 | 21 | -8  | 7  |
| 6      | Þróttur    | 10 | 0 | 3 | 7 | 7  | 27 | -20 | 3  |